# Епархия Кано
Епархия Кано (лат. Dioecesis Kanensis) — епархия Римско-Католической церкви c центром в городе Кано, Нигерия. Епархия Кано входит в митрополию Кадуны. Кафедральным собором епархии Кано является церковь Пресвятой Девы Марии Фатимской.

## История
22 марта 1991 года Святой Престол учредил миссию Sui iuris Кано, выделив её из архиепархии Кадуны.
15 декабря 1995 года миссия sui iuris Кано была преобразована в апостольский викариат. 22 июня 1999 года апостольский викариат Кано был преобразован в епархию.

## Ординарии епархии
- епископ John Francis Brown (1991 — 1996);
- епископ Patrick Francis Sheehan (5.07.1996 — 20.03.2008);
- епископ John Niyiring (20.03.2008 — по настоящее время).

## Источник
- Annuario Pontificio, Libreria Editrice Vaticana, Città del Vaticano, 2003, ISBN 88-209-7422-3